# Yatzy

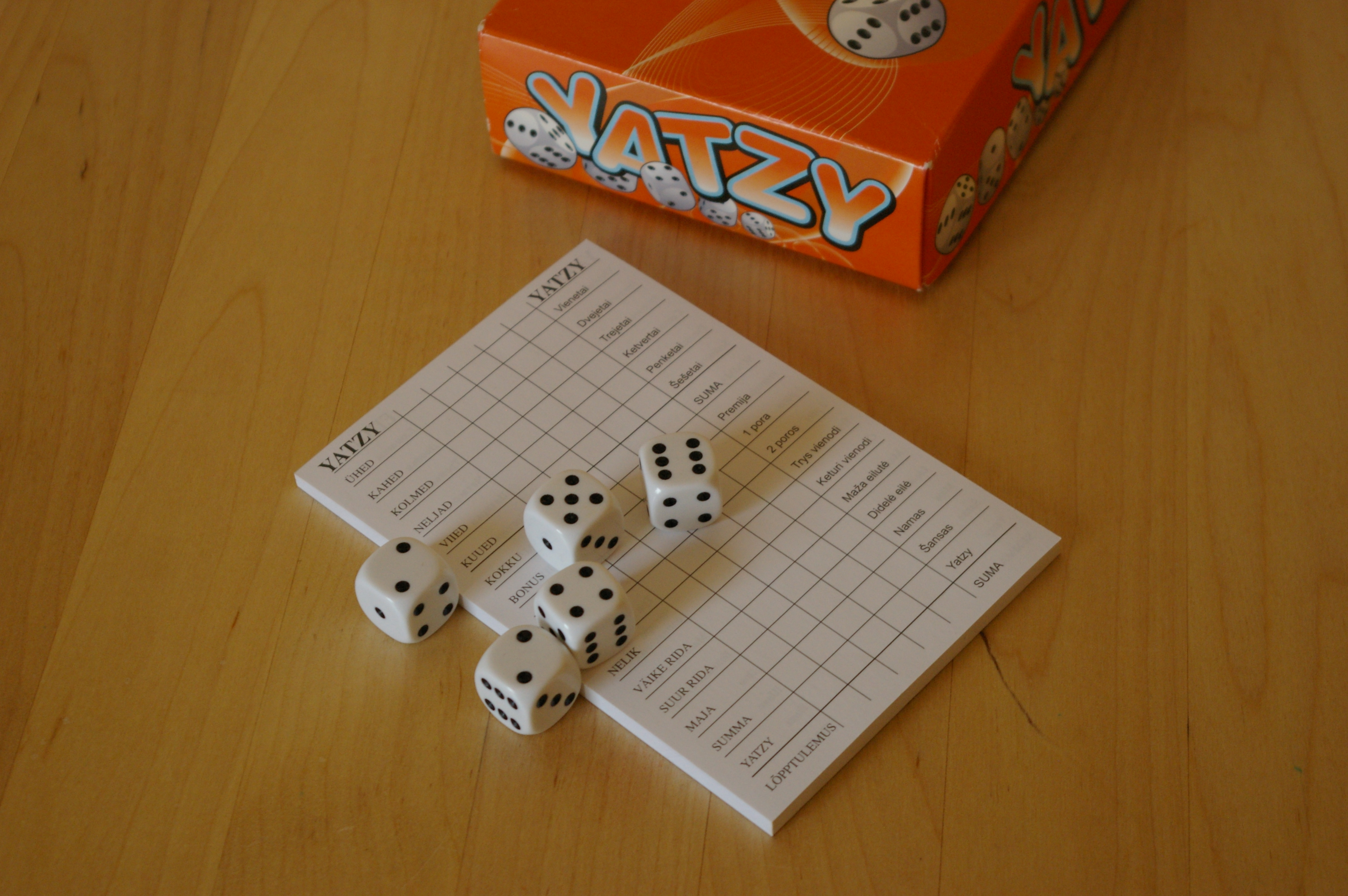
Ett Yatzy-spel med poängblock och fem tärningar

Yatzy är ett tärningsspel med fem tärningar som uppfanns på 1950-talet. Antalet deltagare är obegränsat och vinnare blir den deltagare som uppnått högst poängsumma efter spelets slut.

## Historia
Rättigheterna till spelet köptes 1956 upp av spelmakaren Edwin S. Lowe från ett kanadensiskt par som spelade spelet på sin yacht.

## Spelregler
Varje gång en spelare står i tur har denne rätt till tre tärningskast, dock behöver inte alla kast utnyttjas. I första kastet används alla fem tärningar, men därefter väljer spelaren själv vilka tärningar som skall kastas om. Poängsumman införs i ett protokoll efter varje tur. Varje rad i protokollet motsvarar en regel som tärningarna måste uppfylla för att räknas. Till exempel på raden femmor får man endast skriva in poängen från de tärningar som visar .

### Varianternatvångochhalvtvång
I standardversionen av spelet behöver ordningen i protokollet inte följas, men spelvarianten "tvång" kräver att protokollordningen följs (i första rundan handlar det om ettor, i andra rundan om tvåor o.s.v.). 
Det finns även en variant som kallas "halvtvång" där övre delen av protokollet spelas fritt och när alla spelare har spelat klart övre delen spelas undre delen av protokollet fritt.

### Förklaringar
- För att få bonus måste spelaren få minst 63 poäng i den översta delen av protokollet (de sex översta villkoren). Detta motsvarar tre lika tärningar i varje kategori. Bonus är alltid 50 poäng oavsett poängsumman.

- För att få yatzy skall alla tärningarna visa samma nummer. Yatzy ger alltid 50 poäng oavsett vilken sida tärningarna visar.

- För att få liten stege (stege kallas ibland straight[2]) skall tärningarna visa siffrorna . Detta ger 15 poäng.

- För att få stor stege skall tärningarna visa siffrorna . Detta ger 20 poäng.

- För att få kåk skall tre av tärningarna visa samma tal, samtidigt som övriga två ska visa ett annat tal. Exempelvis .

- Chans är summan av alla tärningarna i kastet.

- Spelet har femton villkor att uppfylla (femton rader i protokollet). Detta kan maximalt ge 374 poäng. Lägsta möjliga poäng är 5, detta uppnås genom att spelaren stryker allt och får fem ettor på chans (som inte går att stryka). Sannolikheten att detta verkligen kan inträffa utan att spelomgången arrangeras är dock extremt liten.

- Den skandinaviska varianten av Yatzy skiljer sig något från de varianter som spelas i en del andra länder. Exempelvis finns inte ett par och två par i de flesta andra europeiska länders varianter av spelet. I skandinaviska samt engelska utgåvor av spelet är bonus 50 poäng jämfört med 35 poäng i de flesta andra länder. Poängberäkningen för tretal (även kallat triss) och fyrtal skiljer sig också. Exempelvis ger  poängen 15 för tretal och 20 för fyrtal i Sverige, Norge, Danmark och Finland, men i de flesta andra länder summerar man alla tärningar så både tretal och fyrtal ger 26 poäng med denna kombination.

## Yatzy-protokoll
Nedanstående protokoll (poängark) är anpassad för de skandinaviska spelreglerna. Maxpoängen är ifyllda i första kolumnen.
| Deltagare   | Anna | Fabian |  |
| ----------- | ---- | ------ |  |
| Ettor       | 5    | 2      |  |
| Tvåor       | 10   | 4      |  |
| Treor       | 15   | 12     |  |
| Fyror       | 20   | 16     |  |
| Femmor      | 25   | 15     |  |
| Sexor       | 30   | 18     |  |
| Summa       | 105  | 67     |  |
| Bonus       | 50   | 50     |  |
| Ett par     | 12   | 12     |  |
| Två par     | 22   | 12     |  |
| Tretal      | 18   | 15     |  |
| Fyrtal      | 24   | 0      |  |
| Liten stege | 15   | 15     |  |
| Stor stege  | 20   | 0      |  |
| Kåk         | 28   | 28     |  |
| Chans       | 30   | 28     |  |
| Yatzy       | 50   | 50     |  |
| Totalt      | 374  | 277    |  |

## Skillnaden mellan Yatzy och Yahtzee
Den amerikanska varianten av spelet heter Yahtzee. Reglerna är samma, med några få undantag. I Yahtzee gäller följande:
- Bonusen för att uppnå 63 poäng (eller fler) i den övre sektionen är 35 poäng (istället för 50 poäng).
- Kategorierna ett par och två par är inte med.
- Poängen man får för tretal och fyrtal är summan av alla fem tärningar, t.ex. kan  registreras som 26 poäng i antingen tretal eller fyrtal.
- Kåk ger 25 poäng.
- Liten stege består av fyra tärningsvärden i följd (alltså , , eller ) och den ger alltid 30 poäng.
- Stor stege är fem tärningsvärden i följd (alltså  eller ) och den ger alltid 40 poäng.
- Det finns yahtzeebonusar och en jokerregel som tillämpas när en spelare får mer än en yahtzee (fem lika).

## Yatzy-varianter
Det finns en lång rad spel som är nära besläktade med Yatzy, varav de vanligaste är den amerikanska versionen Yahtzee, föregångaren Yacht (och General) samt Yam, Crag, Cacho och de skandinaviska vidareutveckligarna nedan.

### Maxi-Yatzy
Maxi-Yatzy är en vidareutveckling av Yatzy, där man spelar med sex tärningar istället för fem. Detta innebär att det finns fler villkor att uppfylla. De övriga skillnaderna i reglerna är följande:
- Maxi-Yatzy (alla tärningarna visar lika) ger 100 poäng.
- Det krävs 84 (alternativt 75) poäng för att få bonus.
- Bonus ger 100 poäng.
- Man kan spara sina slag. Om man bara använder två av sina tre möjliga slag på en omgång så får man ta en bricka; använder man bara ett slag tar man två brickor. Dessa brickor kan sedan växlas in mot extraslag i senare omgångar.
- Utöver de vanliga poängkategorierna (villkoren) finns följande: tre par (tre olika par), femtal (fem lika), full stege (), hus (tre lika + tre lika) och torn (fyra lika + ett par).

### Trippel-Yatzy
Alga utgav varianten Trippel (även kallad Trippelyatzy) i 1987. Skillnaden mot Yatzy är att i Trippel finns tre kolumner att välja mellan när poängen registreras. Den vänstra kolumnens poäng räknas som de är, mittenkolumnens poäng räknas dubbelt, och den högra kolumnens poäng räknas tredubbelt. När samtliga kolumner är ifyllda summeras de, och deltagaren med högst totalsumma har vunnit.

### Crazy-Yatzy
I slutet av 1980-talet gav Alga ut varianten Crazy-Yatzy. Förutom att den spelare som kunde göra den fulaste grimasen fick börja så innehöll spelet alla möjliga kategorier som exempelvis att man ska räkna undersidan av prickarna (Chomp), få under 10 poäng (Uggle), man inte får slå en femma (Bwap) och slå så många fyror med hakan mot bordet hela tiden (Poyl). Högsta möjliga poäng i detta spel är 1350 poäng.